# C11orf70
C11orf70 (англ. Chromosome 11 open reading frame 70) – білок, який кодується однойменним геном, розташованим у людей на 11-й хромосомі. Довжина поліпептидного ланцюга білка становить 267 амінокислот, а молекулярна маса — 30 859.
| 10         |  | 20         |  | 30         |  | 40         |  | 50         |
| ---------- |  | ---------- |  | ---------- |  | ---------- |  | ---------- |
| MATGELGDLG |  | GYYFRFLPQK |  | TFQSLSSKEI |  | TSRLRQWSML |  | GRIKAQAFGF |
| DQTFQSYRKD |  | DFVMAFFKDP |  | NVIPNLKLLS |  | DSSGQWIILG |  | TEVKKIEAIN |
| VPCTQLSMSF |  | FHRLYDEDIV |  | RDSGHIVKCL |  | DSFCDPFLIS |  | DELRRVLLVE |
| DSEKYEIFSQ |  | PDREEFLFCL |  | FKHLCLGGAL |  | CQYEDVISPY |  | LETTKLIYKD |
| LVSVRKNPQT |  | KKIQITSSVF |  | KVSAYDSAGM |  | CYPSAKNHEQ |  | TFSYFIVDPI |
| RRHLHVLYHC |  | YGVGDMS    |  |            |  |            |  |            |

A: Аланін

C: Цистеїн

D: Аспарагінова кислота

E: Глутамінова кислота

F: Фенілаланін

G: Гліцин

H: Гістидин

I: Ізолейцин

K: Лізин

L: Лейцин

M: Метіонін

N: Аспарагін

P: Пролін

Q: Глутамін

R: Аргінін

S: Серин

T: Треонін

V: Валін

W: Триптофан

Задіяний у такому біологічному процесі, як альтернативний сплайсинг. 